# Atletismo nos Jogos Olímpicos de Verão de 2020 - 1500 m masculino
O evento dos 1500 metros masculino nos Jogos Olímpicos de Verão de 2020 ocorreu entre os dias 3 e 7 de agosto de 2021 no Estádio Olímpico. Esperava-se que aproximadamente cinquenta atletas participassem.

## Qualificação
Um Comitê Olímpico Nacional (CON) pode inscrever até 3 atletas no evento masculino dos 1500 metros desde que todos os atletas atendam ao padrão de inscrição ou se classificarem pelo ranking durante o período de qualificação (o limite de 3 está em vigor desde o Congresso Olímpico de 1930). O tempo padrão a qualificação é 3:35.00. Este padrão foi "estabelecido com o único propósito de qualificar atletas com desempenhos excepcionais incapazes de se qualificar através do caminho do Ranking Mundial da IAAF". O ranking mundial, baseado na média dos cinco melhores resultados do atleta durante o período de qualificação e ponderado pela importância do evento, é usado para qualificar os atletas até que o limite de 45 fosse alcançado.
O período de qualificação foi originalmente de 1 de maio de 2019 a 29 de junho de 2020. Devido à pandemia de COVID-19, este período foi suspenso de 6 de abril de 2020 a 30 de novembro de 2020, com a data de término estendida para 29 de junho de 2021. O início do período do ranking mundial a data também foi alterada de 1 de maio de 2019 para 30 de junho de 2020; os atletas que atingiram o padrão de qualificação naquela época ainda estavam qualificados, mas aqueles que usavam as classificações mundiais não seriam capazes de contar os desempenhos durante esse tempo. Os padrões de tempo de qualificação podem ser obtidos em várias competições durante o período determinado que tenham a aprovação da IAAF. Tanto competições ao ar livre quanto em recinto fechado eram elegíveis para a qualificação. Os campeonatos continentais mais recentes podem ser contados no ranking, mesmo que não durante o período de qualificação.
Os CONs também podem usar sua vaga de universalidade — cada CON pode inscrever um atleta masculino independentemente do tempo, se não houver nenhum atleta masculino que atenda ao padrão de entrada a um evento de atletismo — nos 1500 metros.

## Formato
O evento continua a usar o formato típico de três fases principais introduzido em 1952 e em vigor desde 1964. São 6 baterias iniciais, com os 6 primeiros colocados em cada uma e os 6 melhores tempos no geral avançando para as semifinais. Na fase seguinte, os 5 primeiros colocados em cada semifinal e os próximos 2 tempos gerais avançam para a final.

## Calendário
Horário local (UTC +9)
| 3 de agosto   | 5 de agosto | 7 de agosto |
| 9:05          | 20:00       | 20:40       |
| ------------- | ----------- | ----------- |
| Eliminatórias | Semifinais  | Final       |

## Medalhistas
| Ouro   | NOR Jakob Ingebrigtsen |
| Prata  | KEN Timothy Cheruiyot  |
| Bronze | GBR Josh Kerr          |

## Recordes
Antes desta competição, os recordes mundiais, olímpicos e de área existentes eram os seguintes: 
| Tipo             | Atleta             | Tempo   | Local  | Data                   |
| ---------------- | ------------------ | ------- | ------ | ---------------------- |
| Recorde mundial  | Hicham El Guerrouj | 3:26.00 | Roma   | 14 de julho de 1998    |
| Recorde olímpico | Noah Ngeny         | 3:32.07 | Sydney | 29 de setembro de 2000 |

### Por região
| Área                               | Tempo   | Atleta             | Nação          |
| ---------------------------------- | ------- | ------------------ | -------------- |
| África                             | 3:26.00 | Hicham El Guerrouj | Marrocos       |
| Ásia                               | 3:29.14 | Rashid Ramzi       | Bahrein        |
| Europa                             | 3:28.68 | Jakob Ingebrigtsen | Noruega        |
| América do Norte, Central e Caribe | 3:29.30 | Bernard Lagat      | Estados Unidos |
| Oceania                            | 3:29.66 | Nick Willis        | Nova Zelândia  |
| América do Sul                     | 3:33.25 | Hudson de Souza    | Brasil         |

Os seguintes recordes foram estabelecidos durante a competição:
| CON         | Atleta             | Rodada        | Tempo   | Notas            |
| ----------- | ------------------ | ------------- | ------- | ---------------- |
| Timor-Leste | Felisberto de Deus | Eliminatórias | 3:51.03 | Recorde nacional |
| Luxemburgo  | Charles Grethen    | Semifinal     | 3:32.86 | Recorde nacional |
| Quênia      | Abel Kipsang       | Semifinal     | 3:31.65 | Recorde olímpico |
| Noruega     | Jakob Ingebrigtsen | Final         | 3:28.32 | ,                |

## Resultados

### Eliminatórias
Regras de qualificação: os 6 primeiros atletas em cada bateria (Q) e os seguintes 6 tempos mais rápidos (q) avançam as semifinais.

#### Bateria 1
| Pos. | Atleta             | CON                | Tempo   | Notas            |
| ---- | ------------------ | ------------------ | ------- | ---------------- |
| 1    | Ismael Debjani     | BEL Bélgica        | 3:36.00 | Q                |
| 2    | Timothy Cheruiyot  | KEN Quênia         | 3:36.01 | Q                |
| 3    | Ollie Hoare        | AUS Austrália      | 3:36.09 | Q                |
| 4    | Cole Hocker        | USA Estados Unidos | 3:36.16 | Q                |
| 5    | Abdelatif Sadiki   | MAR Marrocos       | 3:36.23 | Q                |
| 6    | Michał Rozmys      | POL Polônia        | 3:36.28 | Q                |
| 7    | Josh Kerr          | GBR Grã-Bretanha   | 3:36.29 | q                |
| 8    | Ignacio Fontes     | ESP Espanha        | 3:36.95 | q                |
| 9    | Samuel Tefera      | ETH Etiópia        | 3:37.98 |                  |
| 10   | Filip Ingebrigtsen | NOR Noruega        | 3:38.02 |                  |
| 11   | Amos Bartelsmeyer  | GER Alemanha       | 3:38.36 |                  |
| 12   | István Szögi       | HUN Hungria        | 3:38.79 |                  |
| 13   | Abraham Guem       | SSD Sudão do Sul   | 3:40.86 | Recorde pessoal  |
| 14   | Alexis Miellet     | FRA França         | 3:41.23 |                  |
| 15   | Adam Ali Musab     | QAT Catar          | 3:42.55 |                  |
| 16   | Felisberto de Deus | TLS Timor-Leste    | 3:51.03 | Recorde nacional |

#### Bateria 2
Marcin Lewandowski foi empurrado e caiu, mas se levantou e terminou a bateria em último lugar. No apelo, ele avançou para a semifinal.
| Pos. | Atleta                  | CON                  | Tempo   | Notas           |
| ---- | ----------------------- | -------------------- | ------- | --------------- |
| 1    | Abel Kipsang            | KEN Quênia           | 3:40.68 | Q               |
| 2    | Matthew Centrowitz      | USA Estados Unidos   | 3:41.12 | Q               |
| 3    | Jake Wightman           | GBR Grã-Bretanha     | 3:41.18 | Q               |
| 4    | Azeddine Habz           | FRA França           | 3:41.24 | Q               |
| 5    | Samuel Abate            | ETH Etiópia          | 3:41.63 | Q               |
| 6    | Charles Grethen         | LUX Luxemburgo       | 3:41.90 | Q               |
| 7    | Jye Edwards             | AUS Austrália        | 3:42.62 |                 |
| 8    | Sadik Mikhou            | BHR Bahrein          | 3:42.87 |                 |
| 9    | Sam Tanner              | NZL Nova Zelândia    | 3:43.22 |                 |
| 10   | Ali Idow Hassan         | SOM Somália          | 3:43.96 | Recorde pessoal |
| 11   | Anass Essayi            | MAR Marrocos         | 3:45.92 |                 |
| 12   | Jesús Gómez             | ESP Espanha          | 3:47.27 | qR              |
| 13   | Thiago André            | BRA Brasil           | 3:47.71 |                 |
| 14   | Benjamín Enzema         | GEQ Guiné Equatorial | 3:48.17 |                 |
| 15   | Marcin Lewandowski      | POL Polônia          | 4:43.96 | qR              |
| —    | Abdirahman Saeed Hassan | QAT Catar            | —       | DNF             |

#### Bateria 3
| Pos. | Atleta              | CON                               | Tempo   | Notas                |
| ---- | ------------------- | --------------------------------- | ------- | -------------------- |
| 1    | Jake Heyward        | GBR Grã-Bretanha                  | 3:36.14 | Q                    |
| 2    | Teddese Lemi        | ETH Etiópia                       | 3:36.26 | Q                    |
| 3    | Stewart McSweyn     | AUS Austrália                     | 3:36.39 | Q                    |
| 4    | Jakob Ingebrigtsen  | NOR Noruega                       | 3:36.49 | Q                    |
| 5    | Robert Farken       | GER Alemanha                      | 3:36.61 | Q                    |
| 6    | Adel Mechaal        | ESP Espanha                       | 3:36.74 | Q,                   |
| 7    | Nick Willis         | NZL Nova Zelândia                 | 3:36.88 | q,                   |
| 8    | Andrew Coscoran     | IRL Irlanda                       | 3:37.11 | q                    |
| 9    | Ayanleh Souleiman   | DJI Djibuti                       | 3:37.25 | q,                   |
| 10   | Charles Simotwo     | KEN Quênia                        | 3:37.26 | q                    |
| 11   | Baptiste Mischler   | FRA França                        | 3:37.53 |                      |
| 12   | Kalle Berglund      | SWE Suécia                        | 3:49.43 |                      |
| 13   | Paulo Amotun Lokoro | EOR Equipe Olímpica de Refugiados | 3:51.78 | Recorde da temporada |
| —    | Soufiane El Bakkali | MAR Marrocos                      | —       | DNF                  |
| —    | Ronald Musagala     | UGA Uganda                        | —       | DNF                  |
| —    | Yared Nuguse        | USA Estados Unidos                | —       | DNS                  |

### Semifinais
Regras de qualificação: os 5 primeiros atletas em cada bateria (Q) e os seguintes 2 tempos mais rápidos (q) avançam a final.

#### Semifinal 1
| Pos. | Atleta             | CON                | Tempo   | Notas                |
| ---- | ------------------ | ------------------ | ------- | -------------------- |
| 1    | Jake Wightman      | GBR Grã-Bretanha   | 3:33.48 | Q,                   |
| 2    | Cole Hocker        | USA Estados Unidos | 3:33.87 | Q,                   |
| 3    | Timothy Cheruiyot  | KEN Quênia         | 3:33.95 | Q                    |
| 4    | Ollie Hoare        | AUS Austrália      | 3:34.35 | Q                    |
| 5    | Ignacio Fontes     | ESP Espanha        | 3:34.49 | Q                    |
| 6    | Charles Simotwo    | KEN Quênia         | 3:34.61 |                      |
| 7    | Teddese Lemi       | ETH Etiópia        | 3:34.81 |                      |
| 8    | Robert Farken      | GER Alemanha       | 3:35.21 |                      |
| 9    | Nick Willis        | NZL Nova Zelândia  | 3:35.41 | Recorde da temporada |
| 10   | Andrew Coscoran    | IRL Irlanda        | 3:35.84 |                      |
| 11   | Ismael Debjani     | BEL Bélgica        | 3:42.18 |                      |
| —    | Ayanleh Souleiman  | DJI Djibuti        | —       | DNF                  |
| —    | Marcin Lewandowski | POL Polônia        | —       | DNF                  |

#### Semifinal 2
| Pos. | Atleta             | CON                | Tempo   | Notas                |
| ---- | ------------------ | ------------------ | ------- | -------------------- |
| 1    | Abel Kipsang       | KEN Quênia         | 3:31.65 | Q,                   |
| 2    | Jakob Ingebrigtsen | NOR Noruega        | 3:32.13 | Q                    |
| 3    | Josh Kerr          | GBR Grã-Bretanha   | 3:32.18 | Q                    |
| 4    | Adel Mechaal       | ESP Espanha        | 3:32.19 | Q,                   |
| 5    | Stewart McSweyn    | AUS Austrália      | 3:32.54 | Q                    |
| 6    | Jake Heyward       | GBR Grã-Bretanha   | 3:32.82 | q,                   |
| 7    | Charles Grethen    | LUX Luxemburgo     | 3:32.86 | q,                   |
| 8    | Abdelatif Sadiki   | MAR Marrocos       | 3:33.59 | Recorde pessoal      |
| 9    | Matthew Centrowitz | USA Estados Unidos | 3:33.69 | Recorde da temporada |
| 10   | Azeddine Habz      | FRA França         | 3:35.12 |                      |
| 11   | Samuel Zeleke      | ETH Etiópia        | 3:37.66 |                      |
| 12   | Jesús Gómez        | ESP Espanha        | 3:44.46 |                      |
| 13   | Michał Rozmys      | POL Polônia        | 3:54.53 | qR                   |

### Final
A final foi disputada em 7 de agosto, às 20:40 locais.
| Pos.              | Atleta             | CON                | Tempo   | Notas           |
| ----------------- | ------------------ | ------------------ | ------- | --------------- |
| Medalha de ouro   | Jakob Ingebrigtsen | NOR Noruega        | 3:28.32 | ,               |
| Medalha de prata  | Timothy Cheruiyot  | KEN Quênia         | 3:29.01 |                 |
| Medalha de bronze | Josh Kerr          | GBR Grã-Bretanha   | 3:29.05 | Recorde pessoal |
| 4                 | Abel Kipsang       | KEN Quênia         | 3:29.56 | Recorde pessoal |
| 5                 | Adel Mechaal       | ESP Espanha        | 3:30.77 | Recorde pessoal |
| 6                 | Cole Hocker        | USA Estados Unidos | 3:31.40 | Recorde pessoal |
| 7                 | Stewart McSweyn    | AUS Austrália      | 3:31.91 |                 |
| 8                 | Michał Rozmys      | POL Polônia        | 3:32.67 | Recorde pessoal |
| 9                 | Jake Heyward       | GBR Grã-Bretanha   | 3:34.43 |                 |
| 10                | Jake Wightman      | GBR Grã-Bretanha   | 3:35.09 |                 |
| 11                | Ollie Hoare        | AUS Austrália      | 3:35.79 |                 |
| 12                | Charles Grethen    | LUX Luxemburgo     | 3:36.80 |                 |
| 13                | Ignacio Fontes     | ESP Espanha        | 3:38.56 |                 |

Legenda
| Recorde mundial      | Recorde mundial (World record)               |                       | Recorde africano                      | Recorde africano (African) |                                           | Q | Classificado por posição (Qualified) |
| Recorde olímpico     | Recorde olímpico (Olympic record)            | Recorde da América    | Recorde da América (Americas)         | q                          | Classificado por melhor tempo (Qualified) |   |                                      |
| Melhor marca do ano  | Melhor marca do ano (World leading)          | Recorde asiático      | Recorde asiático (Asian)              | DNS                        | Não largou (Did not start)                |   |                                      |
| Recorde nacional     | Recorde nacional (National record)           | Recorde europeu       | Recorde europeu (European)            | DNF                        | Não terminou (Did not finish)             |   |                                      |
| Recorde pessoal      | Recorde pessoal do atleta (Personal best)    | Recorde da Oceania    | Recorde da Oceania (Oceania)          | DSQ / DQ                   | Desclassificado (Disqualified)            |   |                                      |
| Recorde da temporada | Recorde da temporada do atleta (Season best) | Recorde sul-americano | Recorde sul-americano (South America) | NM                         | Sem marca (No mark)                       |   |                                      |